# Göran Eketorp
Göran Gustaf Harald Eketorp, född 26 juli 1907 i Djursholm, död 8 december 1999 i Stora Råby församling, Skåne län, var en svensk präst.
Eketorp, som var son till musikdirektör Harald Ericsson och Anna Löwenhielm, avlade studentexamen 1927 och blev teologie kandidat vid Lunds universitet 1933. Han blev komminister i Ljusne församling 1936, i Slottsstadens församling i Malmö 1949 och kyrkoherde i Kulladals församling 1969. Han var militärpastor vid Hälsinge flygflottilj (F 15) 1945–1949. Han bedrev föreläsningsverksamhet och var kårchef för Slottsstadens scoutkår 1951–1953. Han författade Ljusne kyrka och församling (1946).